# اثر انباشت
اثر انباشت (به انگلیسی: storage effect) یک مکانیسم همزیستی است که در نظریه بوم‌شناختی همزیستی گونه‌ها پیشنهاد شده‌است، که تلاش می‌کند توضیح دهد که چگونه چنین طیف گسترده‌ای از گونه‌های مشابه قادر به همزیستی در یک جامعه یا سطح غذایی جامعه بوم‌شناختی هستند. اثر انباشت در اصل در دهه 1980  برای توضیح همزیستی در جوامع مختلف ماهیان صخره مرجانی پیشنهاد شد، با این حال از آن زمان برای پوشش انواع جوامع زیست‌محیطی تعمیم داده شده‌است. این نظریه یک راه را برای همزیستی چندین گونه پیشنهاد می‌کند: در یک محیط در حال تغییر، هیچ گونه‌ای تحت هر شرایطی نمی‌تواند بهترین باشد. به جای آن، هر گونه باید پاسخ منحصر به فردی به شرایط محیطی متفاوت داشته باشد و راهی برای محافظت در برابر اثرات سال‌های دشوار داشته باشد. اثر انباشت نام خود را به این دلیل گرفته‌است که هر جمعیت دستاوردها را در سال‌های خوب یا زیستگاه‌های کوچک (تکه‌ها) «انباشته» می‌کند تا به آن کمک کند که از تلفات جمعیت در سال‌ها یا تکه‌های نامناسب جان سالم به در ببرد. یکی از نقاط قوت این نظریه این است که برخلاف بیشتر مکانیسم‌های همزیستی، اثر انباشت را می‌توان با واحدهای نرخ رشد سرانه (فرزند به ازای هر بزرگسال در هر نسل) اندازه‌گیری و کمی کرد.